# Eukalypten
Die Eukalypten (Eucalyptus), auch Blaugummibäume genannt, sind eine artenreiche Pflanzengattung in der Familie der Myrtengewächse (Myrtaceae). Die über 600 Arten sind in Australien und Indonesien heimisch.

## Beschreibung

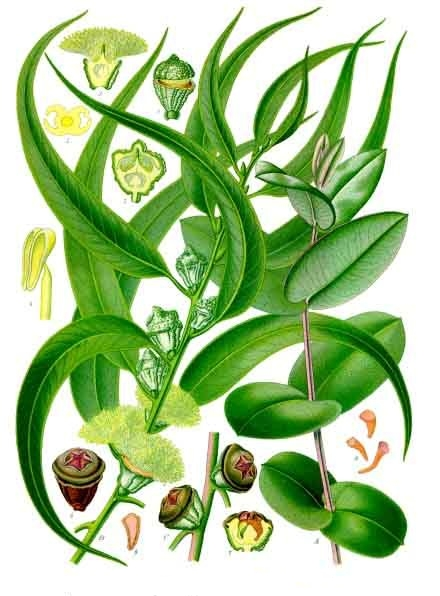
Eucalyptus globulus, Illustration

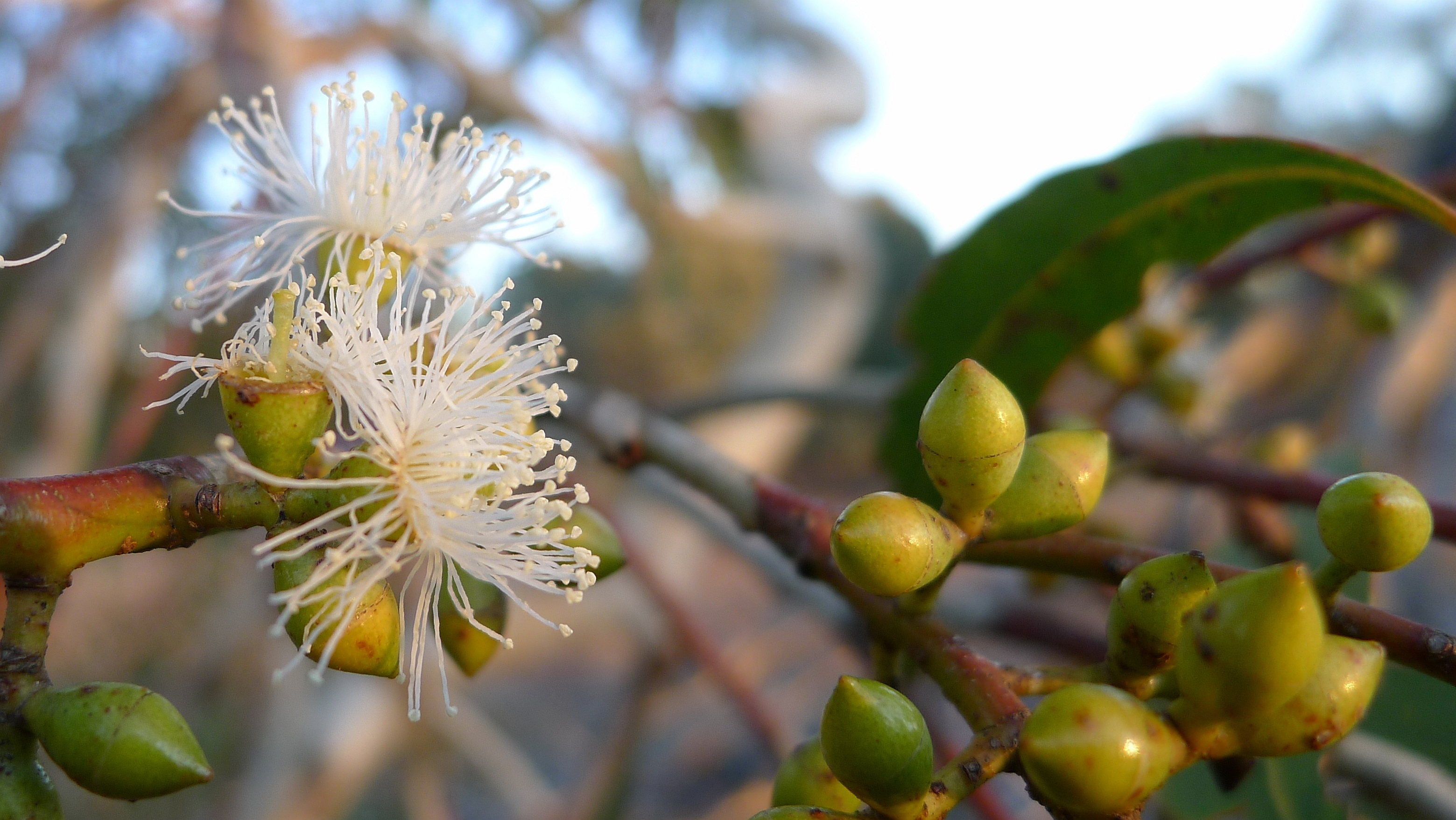
Eucalyptusblüten

### Habitus
Die meisten Eukalyptusarten sind schnellwüchsige, oft hohe, immergrüne Bäume und Sträucher (beispielsweise Eucalyptus vernicosa aus dem westlichen Tasmanien). Der Riesen-Eukalyptus (Eucalyptus regnans) gilt als der Laubbaum mit der zweithöchsten Wuchshöhe, knapp nach dem Gelben Meranti. Das größte derzeit lebende Exemplar dieser Art, der etwa 400 Jahre alte „Centurion“, wurde mit einer Wuchshöhe von über 99 m und einem Stammumfang von bis zu 12,7 Metern auf Tasmanien gemessen. Im 19. Jahrhundert gab es sogar noch größere Exemplare in den australischen Wäldern.

### Borke und Rinde
Das Erscheinungsbild der Rinde von Eukalyptusbäumen ändert sich im Laufe des Alters. Wie andere Bäume auch setzen Eukalyptusarten jährlich eine neue Schicht Borke an und erweitern so ihren Stammesumfang. Bei manchen Arten stirbt die äußerste Schicht ab und löst sich darauf in langen Streifen (wie bei Eucalyptus sheathiana) oder in unterschiedlich großen „Flocken“ (Eucalyptus diversicolor, Eucalyptus cosmophylla oder Eucalyptus cladocalyx) vom Baum. Bei vielen Arten kann die tote Rinde jedoch einfach am Baum verbleiben. Durch die Witterungseinflüsse bekommt diese Rinde ihr typisches, alterndes Aussehen. Viele andere Arten sind auch als sogenannte half-barks und blackbutts bekannt, was darauf anspielt, dass bei diesen Arten die abgestorbene Borke nur im unteren Bereich des Stammes oder als große, schwarze Ansammlung direkt am Fuß des Baumes behalten wird. Die glatte, obere und jüngere Rinde der half-barks und die Rinde anderer glattrindiger Eukalyptusarten können bemerkenswerte und höchst interessante Farben annehmen (wie beispielsweise bei Eucalyptus deglupta).

### Blätter
Die Jugendblätter und die Blätter an älteren Bäumen unterscheiden sich bei den meisten Arten deutlich (Heterophyllie). Zum Beispiel sind die Jugendblätter gegenständig – die adulten Blätter wechselständig und oft sind die adulten Blätter sichelförmig oder herz-eiförmig. Meist sind die Blätter ledrig. Die Blattspreite ist oft um 90° gedreht, um weniger Angriffsfläche für die hohe Sonneneinstrahlung zu bieten.

### Blütenstände, Blüten und Früchte
Die doldigen und oft zusammengesetzten Blütenstände enthalten oft viele Blüten.
Die zwittrigen, radiärsymmetrischen Blüten sind vier- bis fünfzählig. Während des Knospenstadiums ist die Blüte von einem Deckel, „Operculum“ (Calyptra) genannt, bedeckt, welcher aus den verschmolzenen weniger auffälligen Blütenhüll- und/oder Kelchblättern besteht, die verschmolzenen Kelch- und Kronblätter können aber auch getrennt sein und zwei übereinanderliegende, innere (petaline) und äußere (sepaline) Operculi bilden. Der äußere Rand der Abrissstelle des Operculums wird „Calycine Ring“ genannt, er ist mehr oder weniger stark ausgeprägt. Statt auffälliger Blütenhüllblätter enthalten die Blüten eine große Anzahl (20 bis 150) an langen, meist freien Staubblättern in mehreren Kreisen, die auf dem mehr oder weniger breiten Stamino- oder Stemonophor (Staubfadenträger) an der Innenseite des Calycine Rings sitzen, welche in ihrer Farbe je nach Art weißlich, rötlich, oder gelb sein können. Manchmal ist nur ein Teil der Staubblätter fertil und es sind dann Staminodien vorhanden. Die Blüte ist also nicht mit den Blütenhüllblättern, sondern mit den Staubgefäßen geschmückt, dies kommt bei unterschiedlichen Blütenpflanzentaxa vor. Wenn die Blüte sich öffnet, werden die Staubgefäße erweitert und das Operculum wird abgesprengt. Die botanische Bezeichnung „Eucalyptus“ leitet sich vom Operculum und dessen Funktion ab. Zwei bis sieben Fruchtblätter sind zu einem halbunterständigen oder unterständigen, mehrkammerigen Fruchtknoten und einem gemeinsamen Stempel mit kopfiger Narbe verwachsen. Der Blütenboden ist manchmal gerippt. Die Bestäubung erfolgt durch Insekten (Entomophilie) oder Vögel (Ornithophilie). An der Innenseite des Staminophors liegt der Diskus, dieser kann eingedrückt, flach oder vorstehend sein.
Angophora-Arten unterscheiden sich leicht von anderen Eucalyptus-Arten in den Blüten, durch die Anwesenheit von vier oder fünf dreieckigen Blütenblättern mit grünem Kiel und weißem Rand und durch beständige, holzige, grüne Sepalen. Sie sind also ohne Operculum, weil die Petalen hier bedeckende „Klappen“ bilden, die sich dann öffnen und die Staubblätter freilegen. Der Calyx kann hier auch bespitzt sein.
Die oft holzigen, trockenen Kapselfrüchte, in englischer Sprache auch Gumnuts genannt, sind meistens kegel- oder urnen- bis birnenförmig und besitzen an ihren oberen Enden meist vier (3–7), oft dreieckige, mehr oder weniger vorstehende oder eingesenkte, ventilartige, nach außen öffnende Öffnungen, Klappen, die geöffnet die eigentlichen, sehr kleinen Samen freigeben. Die Kapseln einiger Arten öffnen sich nur nach Bränden, bei Eucalyptus pleurocarpa sind die Kapseln weiß und rippig. Die Früchte sind sehr verschieden in der Größe, sie können von 0,2 cm bis zu 7 cm groß sein, meist sind sie etwa 0,5 bis 1 cm groß. Die unregelmäßig geformten Samen können manchmal geflügelt sein und sind braun, rötlich, gelblich, grau oder schwarz. Die sterilen, unbefruchteten oder unfruchtbaren, meistens kleineren und andersfarbigen Eizellen werden „Chaff“ genannt, sie sind oft in großer Zahl, bis zu über 90 %, vorhanden. Es sind oft 4 bis 10 fertile Samen vorhanden, es können aber 30 oder viel mehr sein oder auch nur zwei. Die Samen werden durch den Wind verbreitet. In wenigen Arten öffnen sich die Kapseln erst nach einigen Jahren. Das Vorhandensein des Chaffs macht die Lagerung der Samen teuer und das genaue Aussäen sehr schwierig, die fertilen Samen und der Chaff können durch Aussieben getrennt werden. Einige Samen benötigen Feuer, um zu keimen.

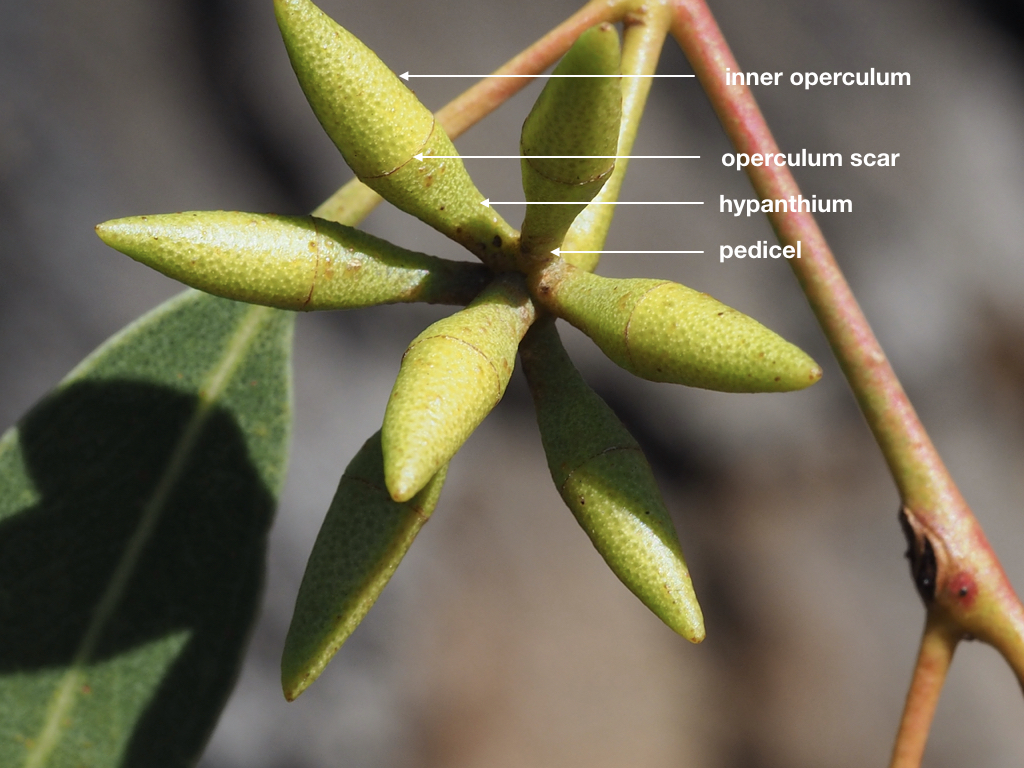
Blütenstand von Eucalyptus blakelyi
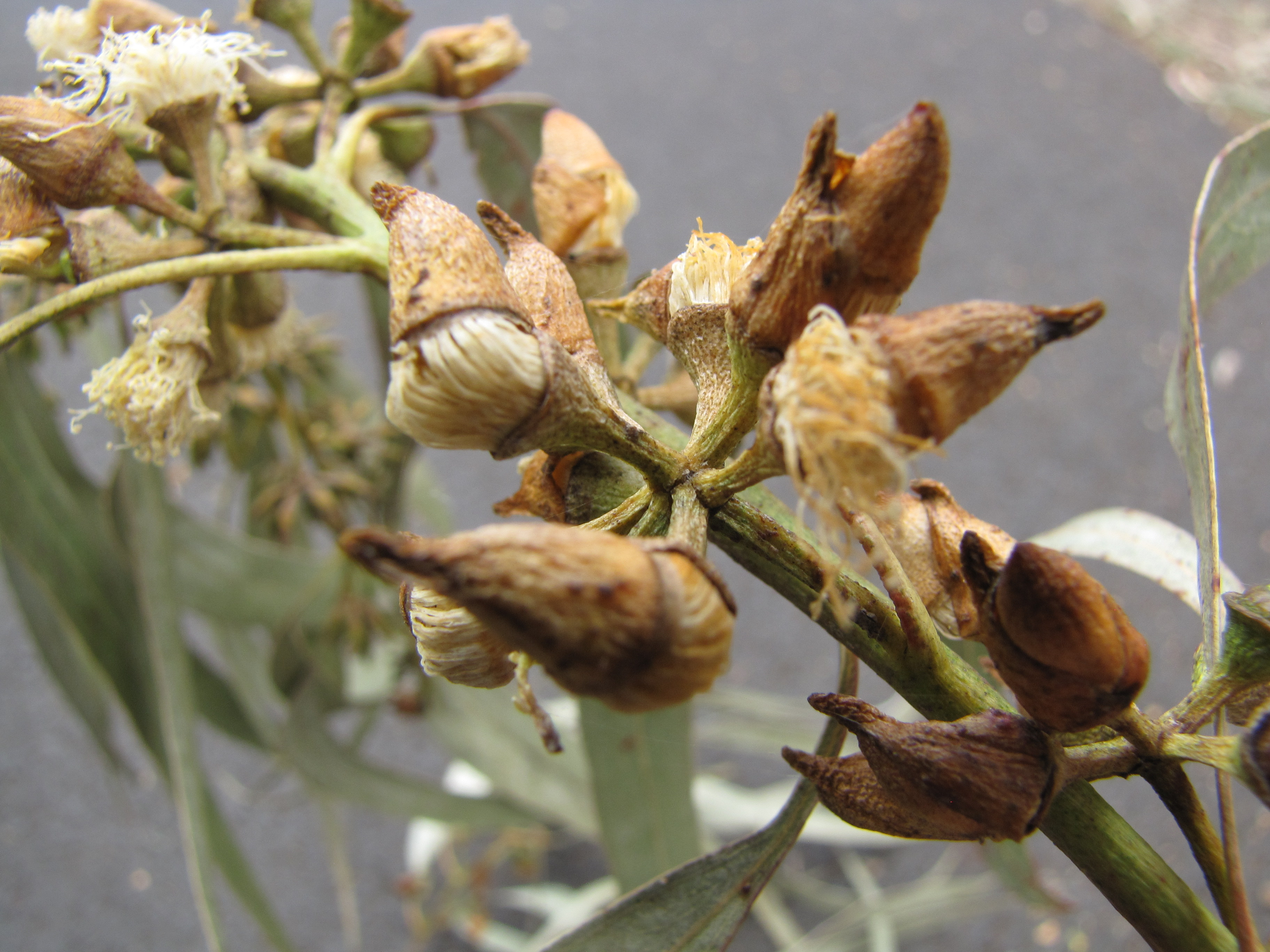
Man sieht die abfallende Kalyptra bei den Blüten von Eucalyptus tereticornis
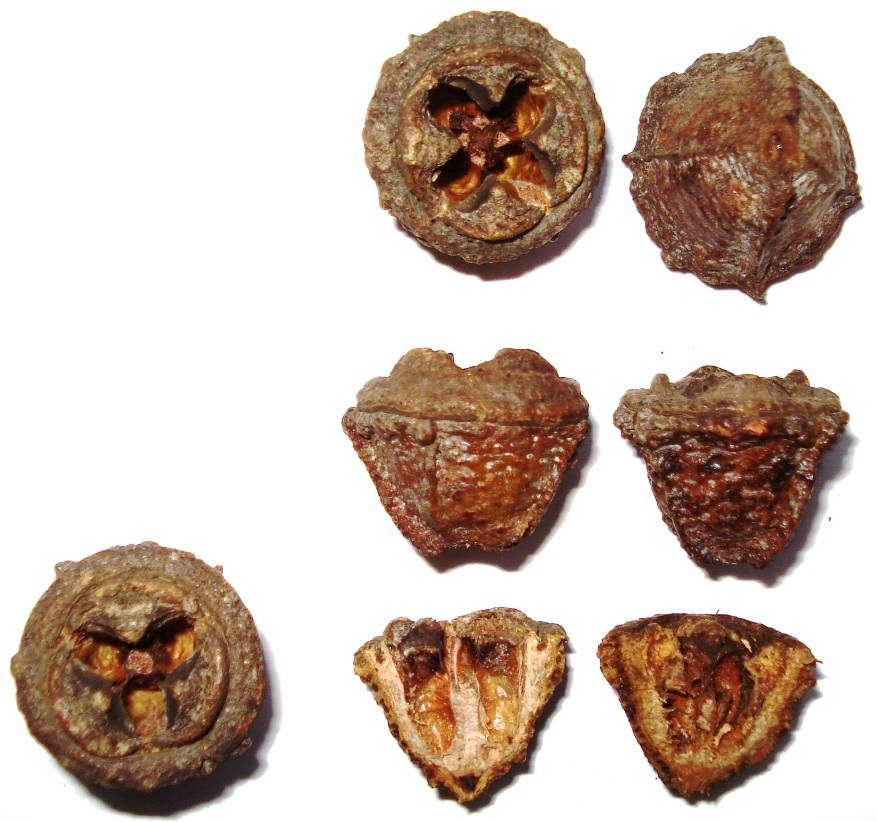
Früchte von Eucalyptus globulus
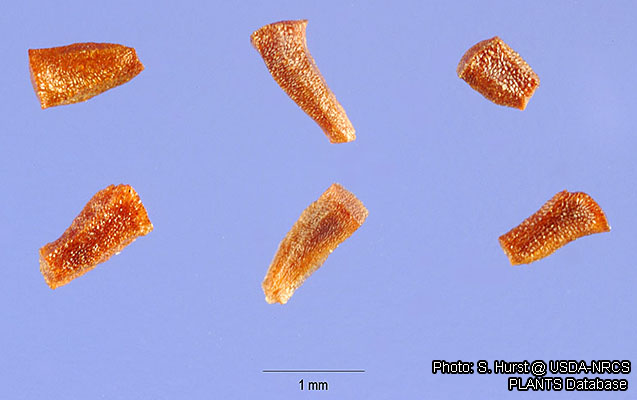
Samen von Eucalyptus camaldulensis

## Verbreitung

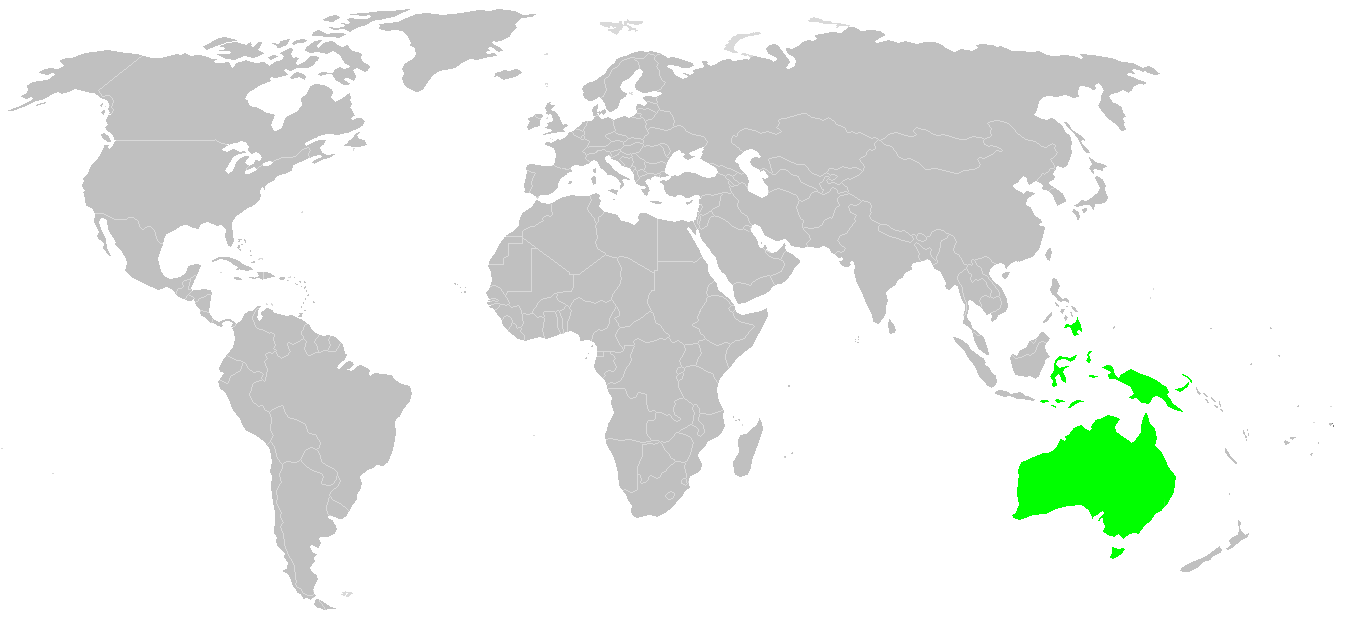
Natürliche Verbreitung

Eukalypten haben ihre Heimat in Australien, inklusive Tasmanien und der Osthälfte Indonesiens. Heute aber wachsen manche Arten auch in vielen anderen tropischen und subtropischen Gebieten der Welt. In Australien besteht der Baumbestand heute zu 70 % aus Eukalyptusarten. Kein anderer Kontinent hat einen so stark von einer einzelnen Gattung dominierten Baumbestand. Die Fläche des natürlichen Eukalyptus-Bestandes in Australien beträgt mehr als 110.000 km² (Stand 2009).
In mehreren Weltregionen, in denen Eukalyptus-Arten nicht heimisch sind, wird Eukalyptus wegen seiner Schnellwüchsigkeit und guten Holzqualität angebaut. Beispiele für solche Regionen sind Südeuropa und Südafrika. Eukalyptus-Arten werden in mehr als 90 Ländern auf einer Fläche von insgesamt mehr als 220.000 km² angebaut, das ist das Zweifache der Fläche mit natürlichem Eukalyptuswald in Australien.
Die Fläche der Eukalyptus-Plantagen entspricht etwa zwölf Prozent der Fläche aller Forste und Holzplantagen und etwa 0,5 Prozent aller Waldflächen weltweit (Stand 2009). Auf etwa 130.000 km² (das sind knapp 60 Prozent der gesamten Eukalyptus-Plantagenflächen) ist die Produktivität hoch genug, damit sie den Anforderungen der Holzindustrie genügt (Stand 2009); die restliche Plantagenfläche wird als „unproduktiv“ bewertet.

## Ökologie

### Futterpflanze

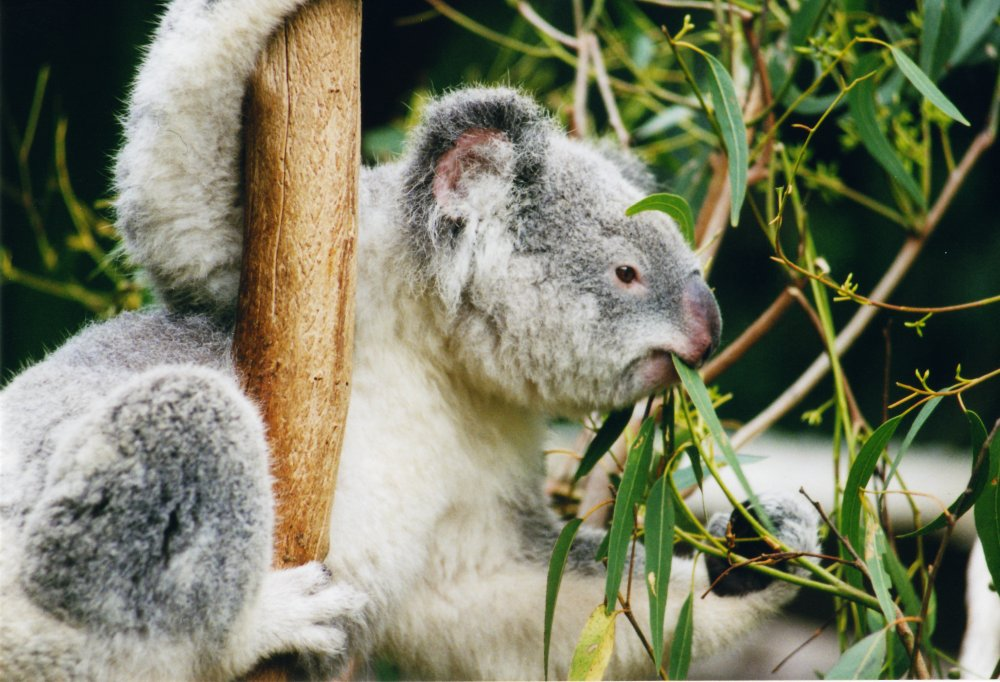
Koala frisst Eukalyptusblätter

Eukalypten sind die Futterpflanzen des Koalas und einiger anderer Beuteltiere. Für die meisten anderen Tierarten sind sie dagegen giftig und nutzlos. Auch die Koalas fressen bevorzugt alte Blätter, in denen die Giftstoffe nicht mehr so konzentriert sind wie in den jungen Trieben und Blättern.

### Auswirkungen im Ökosystem
Der Anbau von Eukalyptus führt häufig zu Problemen, weil er den Boden bis in die Tiefe austrocknet, den heimischen Tieren keinen Lebensraum bietet, andere Pflanzenarten aggressiv verdrängt und die Waldbrandgefahr verstärkt. In verschiedenen Regionen haben sich die durch Eukalyptus angefeuerten, intensiveren Waldbrände negativ auf die heimische Fauna ausgewirkt, den Nährstoffgehalt der Böden verringert und zu stärkerer Bodenerosion geführt. Mit Programmen wie Working for Water werden unter anderem Eukalypten gezielt entfernt, um vor allem die Schäden, die sie im Wasserhaushalt einzelner Regionen verursachen, zu beseitigen.

### Waldbrandgefahr
Eukalyptus spec. fördert mit seinen hochbrennbaren Ölen Wahrscheinlichkeit und Intensität von Waldbränden. Einige der forstwirtschaftlich im Mittelmeerraum genutzten Eukalyptus-Arten geben auch ölige Substanzen in den Boden ab, wodurch sich die Waldbrandgefahr weiter erhöht. Der „Eukalyptus“ hat auch die Eigenschaft, von Zeit zu Zeit große Äste abzuwerfen. Die am Boden liegenden Äste sind besonders förderlich bei Waldbränden, denn sie führen das Feuer näher an den Baum heran.
Eukalyptus-Arten profitieren von Waldbränden, da ihre Wurzelstöcke und Samen ein Feuer überleben und sehr schnell wieder austreiben, bevor sich andere Pflanzenarten erholt haben. Das Feuer ist für sie im Wettbewerb mit anderen Waldpflanzen in der Gesamtbilanz positiv, denn es dient nicht nur der Beseitigung von Parasiten, sondern hilft dem Eukalyptus bei der Fortpflanzung (Pyrophilie). Besonders durch die hohe Hitze des Feuers können die Samenschalen des Baumes platzen. Viele Eukalyptus-Arten bilden sogenannte Lignotuber aus, die ein Wiederaustreiben auch nach völliger Zerstörung der oberirdischen Pflanzenteile ermöglichen.
Bei den Waldbränden in Portugal 2017 wurde seitens der Umweltschutzorganisation Quercus kritisiert, dass die Behörden den Anbau von Eukalypten gefördert hatten und überwiegend Eukalyptusbestände gebrannt hätten.

## Nutzung

### Holz
Eukalypten dienen in erster Linie zur Holzgewinnung. Von den rund 700 Arten kommen 37 Arten für die Verwendung in der Holzindustrie in Frage, jedoch werden nur 15 Arten tatsächlich kommerziell genutzt.
Alle Eukalyptusholzarten sind rötlich. Die drei wichtigsten Holzarten sind:
- Eucalyptus camaldulensis (Roter Eukalyptus – Red Gum): hartes, schädlingsresistentes Holz, eingesetzt für Parkett, Trittflächen, Furnier und hochwertige Möbel, wird mit der Zeit dunkelrot
- Eucalyptus grandis (Flooded Gum): weniger hart, für Möbel, Boote, Sportgeräte, Leitern
- Eucalyptus globulus (Blauer Eukalyptus – Blue Gum): schwer zu verarbeiten, nicht termiten- und pilzresistent, etwas rotbraun

Eukalyptus ist der weltweit am meisten verbreitete Plantagenbaum.

### Eukalyptusöl

Eukalyptusöl enthält bis zu 85 % 1,8-Cineol

Mehr als 50 Eukalyptusarten dienen zur Gewinnung stark riechender ätherischer Öle mittels Wasserdampfdestillation der Blätter und Zweige. Die chemische Zusammensetzung und die physiologische Wirkung der ätherischen Öle hängen von der Eukalyptusart ab. Welche Eukalyptusart sich im Fläschchen befindet, darüber gibt der botanische Name Auskunft.
Unter dem Namen des bekanntesten Vertreters Blauer Eukalyptus (Eucalyptus globulus) finden sich auch Vermischungen mit anderen Eukalyptussorten, da nach dem Europäischen Arzneibuch verschiedene Arten zur Gewinnung des Eukalyptusöls herangezogen werden dürfen. Auch wird Eucalyptus globulus rektifiziert, das heißt, es wird mittels einer Nachdestillation der Anteil der stark reizenden Inhaltsstoffe abgesenkt. Aus diesem Grund sollte der Gehalt des Cineols in Prozent auf dem ätherischen Ölfläschchen stehen.
Die unterschiedlichen Eukalyptusarten eignen sich wegen ihrer Inhaltsstoffe nicht für Kinder unter sechs Jahren und auch nicht für die meisten Tiere. In großen Mengen sind sie auch für erwachsene Menschen giftig.
Eukalyptusöl findet eine Anwendung in der Bienenpflege als Wirkstoff gegen Milbenbefall.
Inhaltsstoffe verschiedener Eukalyptus-Arten:
- Blauer Eukalyptus (Eucalyptus globulus) – je nach Rektifikation zwischen 60 und 85 % 1,8-Cineol, 25 % Monoterpene, Sesquiterpenole, Sesquiterpene, Monoterpenole, Monoterpenketone und Ester.
- Zitroneneukalyptus (Corymbia citriodora Syn. Eucalyptus citriodora) – 70 % Aldehyde, 25 % Monoterpene, Sesquiterpene, Phenole und Ester.
- Pfefferminz-Eukalyptus (Eucalyptus radiata) – 80 % Oxide, 10 % Monoterpene, Monoterpenole, Aldehyde und Sesquiterpene.[14]

### Energiepflanze
Die schnell wachsenden Eukalypten haben eine zunehmende Bedeutung als Energiepflanze, wobei durch Pyrolyse aus dem Holz gewonnenes Gas und Öl sowie Holz zur Verbrennung in Wärmekraftwerken genutzt wird. Wegen des hohen Flächenbedarfes und weiterer Probleme sind solche Projekte teilweise umstritten.

## Systematik

### Botanische Geschichte
Zum ersten Mal schriftlich erwähnt wurde die Gattung Eucalyptus auf der Forschungsreise von Abel Tasman im Jahre 1642. Er fand in Tasmanien ein Gebiet, auf dem Bäume wuchsen, die ihre niedrigsten Äste in 18 m Höhe hatten. Auch der Forscher Dampier fand diese Bäume zu späterer Zeit, als Tasmanien New South Wales genannt wurde. Er nannte den Eukalyptus „Drachenbaum“ wegen seiner enormen Größe und der erhöhten Ausscheidung von Harz. Auch der Entdecker Captain James Cook verglich dieselben Bäume 1770 mit „Harz-Drachen“. Joseph Banks, ein bekannter Botaniker, begleitete James Cook auf seiner Überfahrt und brachte die Pflanzen mit zurück nach England. Die Gattung Eucalyptus wurde dann 1789 vom französischen Botaniker Charles Louis L’Héritier de Brutelle, in der Zeit, als er in London arbeitete, mit der Erstveröffentlichung der Art Eucalyptus obliqua in Sertum Anglicum, S. 11, Tafel 20 aufgestellt. Der Gattungsname Eucalyptus setzt sich aus den altgriechischen Wörtern εὖ eu für „schön, gut“ und καλυπτός kalyptos für „versteckt“ zusammen. und beruht auf dem haubenartig geschlossenen Blütenkelch (der Calyptra), der während des Knospenstadiums die „versteckten“ Staub- und Fruchtblätter verbirgt.
Die artenreiche Gattung Eucalyptus wurde von unterschiedlichen Autoren gegliedert, hier Beispiele:
1971: Bei Pryor und Johnson gab es sieben Untergattungen:
- Untergattung Eucalyptus subg. Blakella
- Untergattung Eucalyptus subg. Corymbia
- Untergattung Eucalyptus subg. Eudesmia
- Untergattung Eucalyptus subg. Glaubaea
- Untergattung Eucalyptus subg. Idiogenes
- Untergattung Eucalyptus subg. Monocalyptus
- Untergattung Eucalyptus subg. Symphyomyrtus

1991: Hill teilte in vier Untergattungen ein:
- Untergattung Eudesmia: Mit etwa 20 Arten.
- Untergattung Nothocalyptus: Mit nur einer Art.
- Untergattung Symphyomyrtus: Mit etwa 450 Arten.
- Untergattung Monocalyptus: Mit etwa 140 Arten.

2000: Brooker gibt sieben Untergattungen mit mehr als einer Art und sechs monotypische Untergattungen an (einige davon haben später den Rang einer Gattung erhalten):
- Untergattung Eucalyptus subg. Angophora (Cav.) Brooker
- Untergattung Eucalyptus subg. Corymbia (K.D.Hill & L.A.S.Johnson) Brooker
- Untergattung Eucalyptus subg. Blakella L.D.Pryor & L.A.S.Johnson ex Brooker
- Untergattung Eucalyptus subg. Eudesmia (R.Br.) L.A.S.Johnson & K.D.Hill
- Untergattung Eucalyptus subg. Symphyomyrtus (Schauer) Brooker
- Untergattung Eucalyptus subg. Minutifructus Brooker
- Untergattung Eucalyptus subg. Eucalyptus
- Untergattung Eucalyptus subg. Acerosae Brooker: Sie enthält nur eine Art.
- Untergattung Eucalyptus subg. Cruciformes Brooker: Sie enthält nur eine Art.
- Untergattung Eucalyptus subg. Alveolatae (Maiden) Brooker: Sie enthält nur eine Art.
- Untergattung Eucalyptus subg. Cuboidea Brooker: Sie enthält nur eine Art.
- Untergattung Eucalyptus subg. Idiogenes L.D.Pryor & L.A.S.Johnson ex Brooker: Sie enthält nur eine Art.
- Untergattung Eucalyptus subg. Primitiva Brooker: Sie enthält nur eine Art.

### Arten
Einige ursprünglich in die Gattung Eucalyptus eingeordnete Arten werden von manchen Autoren anderen Gattungen wie Corymbia zugeordnet. Die folgende Auflistung der – je nach Autor – ca. 700 bis über 800 anerkannten Arten und Arthybriden ist ohne Berücksichtigung der Untergattungszugehörigkeit alphabetisch sortiert.
| - Eucalyptus abdita Brooker & Hopper - Eucalyptus absita Grayling & Brooker - Eucalyptus acaciiformis H.Deane & Maiden - Eucalyptus accedens W.Fitzg. - Eucalyptus acies Brooker - Eucalyptus acmenoides Schauer - Eucalyptus acroleuca L.A.S.Johnson & K.D.Hill - Eucalyptus ×adjuncta Maiden - Eucalyptus aenea K.D.Hill - Eucalyptus ×aequans Blakely - Eucalyptus ×affinis H.Deane & Maiden - Eucalyptus agglomerata Maiden - Eucalyptus aggregata H.Deane & Maiden - Eucalyptus alaticaulis R.J.Watson & Ladiges - Eucalyptus alba Reinw. ex Blume: Es gibt zwei Varietäten: - Eucalyptus alba Reinw. ex Blume var. alba - Eucalyptus alba var. australasica Blakely & Jacobs - Eucalyptus albens Benth. - Eucalyptus albida Maiden & Blakely - Eucalyptus albopurpurea (Boomsma) D.Nicolle - Eucalyptus alipes (L.A.S.Johnson & K.D.Hill) D.Nicolle & Brooker - Eucalyptus alligatrix L.A.S.Johnson & K.D.Hill: Es gibt drei Unterarten: - Eucalyptus alligatrix L.A.S.Johnson & K.D.Hill subsp. alligatrix - Eucalyptus alligatrix subsp. limaensis Brooker, Slee & J.D.Briggs - Eucalyptus alligatrix subsp. miscella Brooker, Slee & J.D.Briggs - Eucalyptus alpina Lindl. - Eucalyptus ammophila Brooker & Slee - Eucalyptus amplifolia Naudin: Es gibt zwei Unterarten: - Eucalyptus amplifolia subsp. amplifolia - Eucalyptus amplifolia subsp. sessiliflora (Blakely) L.A.S.Johnson & K.D.Hill - Eucalyptus amygdalina Labill. - Eucalyptus anceps (Maiden) Blakely - Eucalyptus ancophila L.A.S.Johnson & K.D.Hill: Es gibt zwei Unterarten: - Eucalyptus andrewsii L.A.S.Johnson & K.D.Hill subsp. andrewsii - Eucalyptus andrewsii subsp. campanulata (R.T.Baker & H.G.Sm.) L.A.S.Johnson & Blaxell - Eucalyptus andrewsii Maiden - Eucalyptus angophoroides R.T.Baker - Eucalyptus angularis Brooker & Hopper - Eucalyptus angulosa Schauer - Eucalyptus angustissima F.Muell. - Eucalyptus annulata Benth. - Eucalyptus annuliformis Grayling & Brooker - Eucalyptus ×anomala Blakely - Eucalyptus apiculata R.T.Baker & H.G.Sm. - Eucalyptus apodophylla Blakely & Jacobs - Eucalyptus apothalassica L.A.S.Johnson & K.D.Hill - Eucalyptus approximans Maiden: Es gibt zwei Unterarten: - Eucalyptus approximans subsp. approximans - Eucalyptus approximans subsp. codonocarpa - Eucalyptus aquilina Brooker - Eucalyptus arachnaea Brooker & Hopper: Es gibt zwei Unterarten: - Eucalyptus arachnaea subsp. arachnaea - Eucalyptus arachnaea subsp. arrecta Brooker & Hopper - Eucalyptus arborella Brooker & Hopper - Eucalyptus archeri Maiden & Blakely - Eucalyptus arenacea J.C.Marginson & Ladiges - Eucalyptus argillacea W.Fitzg. ex Maiden - Eucalyptus argophloia Blakely (Syn.: Eucalyptus corticosa L.A.S.Johnson) - Eucalyptus argutifolia Grayling & Brooker - Eucalyptus argyphea L.A.S.Johnson & K.D.Hill - Eucalyptus aromaphloia Pryor & J.H.Willis: Es gibt zwei Unterarten: - Eucalyptus aromaphloia subsp. aromaphloia - Eucalyptus aromaphloia subsp. sabulosa - Eucalyptus articulata Brooker & Hopper - Eucalyptus aspersa Brooker & Hopper - Eucalyptus aspratilis L.A.S.Johnson & K.D.Hill - Eucalyptus assimilans L.A.S.Johnson & K.D.Hill - Eucalyptus astringens (Maiden) Maiden: Es gibt zwei Unterarten: - Eucalyptus astringens subsp. astringens - Eucalyptus astringens subsp. redacta Brooker & Hopper - Eucalyptus atrata L.A.S.Johnson & K.D.Hill - Eucalyptus ×auburnensis Maiden - Eucalyptus badjensis Beuzev. & Welch - Eucalyptus baeuerlenii F.Muell. - Eucalyptus baileyana F.Muell. - Eucalyptus bakeri Maiden - Eucalyptus balanites Grayling & Brooker - Eucalyptus balanopelex L.A.S.Johnson & K.D.Hill - Eucalyptus balladoniensis Brooker: Es gibt zwei Unterarten: - Eucalyptus balladoniensis subsp. balladoniensis - Eucalyptus balladoniensis subsp. sedens L.A.S.Johnson & K.D.Hill - Eucalyptus bancroftii (Maiden) Maiden - Eucalyptus banksii Maiden - Eucalyptus barberi L.A.S.Johnson & Blaxell - Eucalyptus barklyensis L.A.S.Johnson & K.D.Hill - Eucalyptus × barmedmanensis Maiden - Eucalyptus baueriana Schauer - Eucalyptus baxteri (Benth.) J.M.Black - Eucalyptus beaniana L.A.S.Johnson & K.D.Hill - Eucalyptus beardiana Brooker & Blaxell - Eucalyptus ×beaselyi Blakely - Eucalyptus behriana F.Muell. - Eucalyptus ×bennettiae D.J.Carr & S.G.M.Carr - Eucalyptus bensonii L.A.S.Johnson & K.D.Hill - Eucalyptus benthamii Maiden & Cambage - Eucalyptus beyeri F.Muell. ex R.T.Baker - Eucalyptus beyeriana L.A.S.Johnson & K.D.Hill - Eucalyptus bicolor A.Cunn. ex Hook. - Eucalyptus bigalerita F.Muell. - Eucalyptus binacag (Elmer) Elmer - Eucalyptus ×bipileata Blakely - Eucalyptus biterranea L.A.S.Johnson & K.D.Hill - Eucalyptus biturbinata L.A.S.Johnson & K.D.Hill - Eucalyptus ×blackburniana Maiden ex R.T.Baker & H.G.Sm. - Eucalyptus blakelyi Maiden - Eucalyptus blaxellii L.A.S.Johnson & K.D.Hill - Eucalyptus blaxlandi Maiden & Cambage - Eucalyptus boliviana J.B.Williams & K.D.Hill - Eucalyptus ×boormanii H.Deane & Maiden - Eucalyptus bosistoana F.Muell. - Eucalyptus botryoides Sm. - Eucalyptus brachyandra F.Muell. - Eucalyptus brachycalyx Blakely - Eucalyptus brachycorys Blakely - Eucalyptus brachyphylla C.A.Gardner - Eucalyptus brassiana S.T.Blake - Eucalyptus brevifolia F.Muell. - Eucalyptus brevipes Brooker - Eucalyptus ×brevirostris Blakely - Eucalyptus brevistylis Brooker - Eucalyptus bridgesiana F.Muell. ex R.T.Baker - Eucalyptus brockwayi C.A.Gardner - Eucalyptus brookeriana A.M.Gray - Eucalyptus broviniensis A.R.Bean - Eucalyptus brownii Maiden & Cambage - Eucalyptus brunnea L.A.S.Johnson & K.D.Hill - Eucalyptus ×bucknellii Cambage - Eucalyptus buprestium F.Muell. - Eucalyptus burdettiana Blakely & H.Steedman - Eucalyptus burgessiana L.A.S.Johnson & Blaxell - Eucalyptus burracoppinensis Maiden & Blakely - Eucalyptus cadens J.D.Briggs & Crisp - Eucalyptus caesia Benth.: Es gibt zwei Unterarten: - Eucalyptus caesia subsp. caesia - Eucalyptus caesia subsp. magna Brooker & Hopper - Eucalyptus calcareana Boomsma - Eucalyptus calcicola Brooker: Es gibt zwei Unterarten: - Eucalyptus calcicola subsp. calcicola - Eucalyptus calcicola subsp. unita D.Nicolle - Eucalyptus caleyi Maiden: Es gibt zwei Unterarten: - Eucalyptus caleyi subsp. caleyi - Eucalyptus caleyi subsp. ovendenii L.A.S.Johnson & K.D.Hill - Eucalyptus caliginosa Blakely & McKie - Eucalyptus ×callanii Blakely - Eucalyptus calycogona Turcz.: Es gibt drei Unterarten: - Eucalyptus calycogona subsp. calycogona - Eucalyptus calycogona subsp. spaffordii D.Nicolle - Eucalyptus calycogona subsp. trachybasis D.Nicolle - Eucalyptus calyerup McQuoid & Hopper - Roter Eukalyptus (Eucalyptus camaldulensis Dehnh.): Es gibt seit 2009 sieben Unterarten: - Eucalyptus camaldulensis subsp. acuta Brooker & M.W.McDonald - Eucalyptus camaldulensis subsp. arida Brooker & M.W.McDonald - Eucalyptus camaldulensis Dehnh. subsp. camaldulensis - Eucalyptus camaldulensis subsp. minima Brooker & M.W.McDonald - Eucalyptus camaldulensis subsp. obtusa (Blakely) Brooker & M.W.McDonald - Eucalyptus camaldulensis subsp. refulgens Brooker & M.W.McDonald - Eucalyptus camaldulensis subsp. simulata Brooker & Kleinig - Eucalyptus cambageana Maiden - Eucalyptus cameronii Blakely & McKie - Eucalyptus camfieldii Maiden - Eucalyptus ×campanifructa Blakely - Eucalyptus campaspe S.Moore - Eucalyptus camphora F.Muell. ex R.T.Baker: Es gibt zwei Unterarten: - Eucalyptus camphora subsp. camphora - Eucalyptus camphora subsp. humeana L.A.S.Johnson & K.D.Hill - Eucalyptus canaliculata Maiden - Eucalyptus canescens Nicolle: Es gibt zwei Unterarten: - Eucalyptus canescens subsp. beadellii Nicolle - Eucalyptus canescens subsp. canescens - Eucalyptus canobolensis (L.A.S.Johnson & K.D.Hill) J.T.Hunter - Eucalyptus capillosa Brooker & Hopper: Es gibt zwei Unterarten: - Eucalyptus capillosa subsp. capillosa - Eucalyptus capillosa subsp. polyclada Brooker & Hopper - Eucalyptus capitanea L.A.S.Johnson & K.D.Hill - Eucalyptus capitellata Sm. - Eucalyptus captiosa Brooker & Hopper - Eucalyptus ×carnabyi Blakely & H.Steedman - Eucalyptus carnea F.Muell. ex R.T.Baker - Eucalyptus carnei C.A.Gardner - Eucalyptus castrensis K.D.Hill - Eucalyptus celastroides Turcz.: Es gibt zwei Unterarten: - Eucalyptus celastroides subsp. celastroides - Eucalyptus celastroides subsp. virella Brooker - Eucalyptus cephalocarpa Blakely - Eucalyptus ceracea Brooker & Done - Eucalyptus cerasiformis Brooker & Blaxell - Eucalyptus ceratocorys (Blakely) L.A.S.Johnson & K.D.Hill - Eucalyptus cernua Brooker & Hopper - Eucalyptus chapmaniana Cameron - Eucalyptus chartaboma D.Nicolle - Eucalyptus ×chisholmii Maiden & Blakely - Eucalyptus chloroclada (Blakely) L.A.S.Johnson & K.D.Hill - Eucalyptus chlorophylla Brooker & Done - Eucalyptus ×chrysantha Blakely & H.Steedman - Eucalyptus cinerea F.Muell. ex Benth.: Es gibt zwei Unterarten: - Eucalyptus cinerea subsp. cinerea - Eucalyptus cinerea subsp. triplex (L.A.S.Johnson & K.D.Hill) Brooker, Slee & J.D.Briggs - Eucalyptus cladocalyx F.Muell. - Eucalyptus clelandii (Maiden) Maiden - Eucalyptus clivicola Brooker & Hopper - Eucalyptus cloeziana F.Muell. - Eucalyptus cneorifolia A.Cunn. ex DC. - Trichterfrucht-Eukalyptus (Eucalyptus coccifera Hook. f.): Heimisch in Tasmanien. - Eucalyptus comitae-vallis Maiden - Eucalyptus communalis Brooker & Hopper - Eucalyptus concinna Maiden & Blakely - Eucalyptus conferruminata D.J.Carr & S.G.M.Carr - Eucalyptus confluens W.Fitzg. ex Maiden - Eucalyptus ×congener Maiden & Blakely - Eucalyptus conglobata (Benth.) Maiden: Es gibt zwei Unterarten: - Eucalyptus conglobata subsp. conglobata - Eucalyptus conglobata subsp. perata Brooker & Slee - Eucalyptus conglomerata Maiden & Blakely - Eucalyptus conica H.Deane & Maiden - Eucalyptus conjuncta L.A.S.Johnson & K.D.Hill - Eucalyptus consideniana Maiden - Eucalyptus conspicua L.A.S.Johnson & K.D.Hill - Eucalyptus contracta L.A.S.Johnson & K.D.Hill - Eucalyptus conveniens L.A.S.Johnson & K.D.Hill - Eucalyptus coolabah Blakely & Jacobs - Eucalyptus cooperiana F.Muell. - Eucalyptus copulans L.A.S.Johnson & K.D.Hill - Silberdollar-Eukalyptus (Eucalyptus cordata Labill.): Heimisch in Tasmanien. - Eucalyptus ×cordieri Trab. - Eucalyptus cornuta Labill. - Eucalyptus coronata C.A.Gardner - Eucalyptus corrugata Luehm. - Eucalyptus corynodes A.R.Bean & Brooker - Eucalyptus cosmophylla F.Muell. - Eucalyptus costuligera L.A.S.Johnson & K.D.Hill - Eucalyptus ×crawfordii Maiden & Blakely - Eucalyptus crebra F.Muell. - Eucalyptus crenulata Blakely & Beuzev. - Eucalyptus creta L.A.S.Johnson & K.D.Hill - Eucalyptus cretata P.J.Lang & Brooker - Eucalyptus crispata Brooker & Hopper - Eucalyptus croajingolensis L.A.S.Johnson & K.D.Hill - Eucalyptus crucis Maiden: Es gibt drei Unterarten: - Eucalyptus crucis subsp. crucis - Eucalyptus crucis subsp. lanceolata Brooker & Hopper - Eucalyptus crucis subsp. praecipua Brooker & Hopper - Eucalyptus cullenii Cambage - Eucalyptus cunninghamii Sweet - Eucalyptus cuprea Brooker & Hopper - Eucalyptus cupularis C.A.Gardner - Eucalyptus ×currabubula Blakely - Eucalyptus curtisii Blakely & C.T.White - Eucalyptus cyanoclada Blakely - Eucalyptus cyanophylla Brooker - Eucalyptus cyclostoma Brooker - Eucalyptus cylindriflora Maiden & Blakely - Eucalyptus cylindrocarpa Blakely - Eucalyptus cypellocarpa L.A.S.Johnson - Breitblättriger Eukalyptus (Eucalyptus dalrympleana Maiden): Es gibt zwei Unterarten: - Eucalyptus dalrympleana subsp. dalrympleana - Eucalyptus dalrympleana subsp. heptantha L.A.S.Johnson - Eucalyptus dawsonii R.T.Baker - Eucalyptus dealbata A.Cunn. ex Schauer - Eucalyptus deanei Maiden - Eucalyptus decaisneana Blume - Eucalyptus decipiens Endl.: Es gibt drei Unterarten: - Eucalyptus decipiens subsp. adesmophloia - Eucalyptus decipiens subsp. chalara - Eucalyptus decipiens subsp. decipiens - Eucalyptus decolor A.R.Bean & Brooker - Eucalyptus decorticans (F.M.Bailey) Maiden - Eucalyptus decurva F.Muell. - Eucalyptus deflexa Brooker - Eucalyptus deglupta Blume - Eucalyptus delegatensis F.Muell. ex R.T.Baker: Es gibt zwei Unterarten: - Eucalyptus delegatensis subsp. delegatensis - Eucalyptus delegatensis subsp. tasmaniensis Boland - Eucalyptus delicata L.A.S.Johnson & K.D.Hill - Eucalyptus dendromorpha (Blakely) L.A.S.Johnson & Blaxell - Eucalyptus densa Brooker & Hopper: Es gibt zwei Unterarten: - Eucalyptus densa subsp. densa - Eucalyptus densa subsp. improcera Brooker & Hopper - Eucalyptus denticulata I.O.Cook & Ladiges - Eucalyptus depauperata L.A.S.Johnson & K.D.Hill - Eucalyptus desmondensis Maiden & Blakely - Eucalyptus deuaensis Boland & P.M.Gilmour - Eucalyptus dielsii C.A.Gardner - Eucalyptus diminuta Brooker & Hopper - Eucalyptus diptera C.R.P.Andrews - Eucalyptus disclusa L.A.S.Johnson & Blaxell - Eucalyptus discreta Brooker - Eucalyptus dissimulata Brooker - Eucalyptus dissita K.D.Hill - Eucalyptus distans Brooker, Boland & Kleinig - Karribaum (Eucalyptus diversicolor F.Muell.) - Eucalyptus diversifolia Bonpl.: Es gibt zwei Unterarten: - Eucalyptus diversifolia subsp. diversifolia - Eucalyptus diversifolia subsp. hesperia I.J.Wright & Ladiges - Eucalyptus dives Schauer - Eucalyptus ×dixsonii N.A.Wakef. - Eucalyptus dolichocera L.A.S.Johnson & K.D.Hill - Eucalyptus dolichorhyncha (Brooker) Brooker & Hopper - Eucalyptus dolorosa Brooker & Hopper - Eucalyptus doratoxylon F.Muell. - Eucalyptus ×dorisiana Blakely - Eucalyptus dorrigoensis (Blakely) L.A.S.Johnson & K.D.Hill - Eucalyptus drepanophylla F.Muell. ex Benth. - Eucalyptus drummondii Benth. - Eucalyptus dumosa A.Cunn. ex J.Oxley - Eucalyptus dundasii Maiden - Eucalyptus dunnii Maiden - Eucalyptus dura L.A.S.Johnson & K.D.Hill - Eucalyptus dwyeri Maiden & Blakely - Eucalyptus ebbanoensis Maiden: Es gibt zwei Unterarten: - Eucalyptus ebbanoensis subsp. ebbanoensis - Eucalyptus ebbanoensis subsp. photina Brooker & Hopper - Eucalyptus × ednaeana Blakely - Eucalyptus educta L.A.S.Johnson & K.D.Hill - Eucalyptus effusa Brooker - Eucalyptus elaeophloia Chappill - Eucalyptus elata Dehnh. - Eucalyptus elegans A.R.Bean: Sie wurde 2005 erstveröffentlicht. - Eucalyptus elliptica (Blakely & McKie) L.A.S.Johnson & K.D.Hill - Eucalyptus epruinata L.A.S.Johnson & K.D.Hill - Eucalyptus erectifolia Brooker & Hopper - Eucalyptus eremicola Boomsma: Es gibt zwei Unterarten: - Eucalyptus eremicola subsp. eremicola - Eucalyptus eremicola subsp. peeneri (Blakely) D.Nicolle - Eucalyptus eremophila (Diels) Maiden - Eucalyptus erosa A.R.Bean: Sie wurde 2005 erstveröffentlicht. - Eucalyptus ×erythrandra Blakely & H.Steedman - Eucalyptus erythrocorys F.Muell. - Eucalyptus erythronema Turcz.: Es gibt zwei Unterarten: - Eucalyptus erythronema subsp. erythronema - Eucalyptus erythronema subsp. inornata D.Nicolle & M.E.French - Eucalyptus eudesmioides F.Muell. - Eucalyptus eugenioides Sieber ex Spreng. - Eucalyptus ewartiana Maiden - Eucalyptus exigua Brooker & Hopper - Eucalyptus exilipes Brooker & A.R.Bean - Eucalyptus exilis Brooker - Eucalyptus exserta F.Muell. - Eucalyptus extensa L.A.S.Johnson & K.D.Hill - Eucalyptus extrica D.Nicolle - Eucalyptus falcata Turcz. - Eucalyptus famelica Brooker & Hopper - Eucalyptus farinosa K.D.Hill - Eucalyptus fasciculosa F.Muell. - Eucalyptus fastigata H.Deane & Maiden - Eucalyptus fergusonii R.T.Baker - Eucalyptus fibrosa F.Muell.: Es gibt zwei Unterarten: - Eucalyptus fibrosa subsp. fibrosa - Eucalyptus fibrosa subsp. nubila (Maiden & Blakely) L.A.S.Johnson - Eucalyptus filiformis Rule: Sie wurde 2004 erstveröffentlicht. - Eucalyptus fitzgeraldii Blakely - Eucalyptus flavida Brooker & Hopper - Eucalyptus flindersii Boomsma - Eucalyptus flocktoniae (Maiden) Maiden: Es gibt zwei Unterarten: - Eucalyptus flocktoniae subsp. flocktoniae - Eucalyptus flocktoniae subsp. hebes D.Nicolle - Eucalyptus foecunda Schauer - Eucalyptus foliosa L.A.S.Johnson & K.D.Hill - Eucalyptus formanii C.A.Gardner - Eucalyptus forrestiana Diels - Eucalyptus ×forthiana Blakely - Eucalyptus fracta K.D.Hill - Eucalyptus fraseri (Brooker) Brooker: Es gibt zwei Unterarten: - Eucalyptus fraseri subsp. fraseri - Eucalyptus fraseri subsp. melanobasis L.A.S.Johnson & K.D.Hill - Eucalyptus fraxinoides H.Deane & Maiden - Eucalyptus froggattii Blakely - Eucalyptus fruticosa Brooker - Eucalyptus fulgens Rule - Eucalyptus fusiformis Boland & Kleinig - Eucalyptus gamophylla F.Muell. - Eucalyptus gardneri Maiden - Eucalyptus georgei Brooker & Blaxell - Eucalyptus gigantangion L.A.S.Johnson & K.D.Hill - Eucalyptus gillenii Ewart & L.R.Kerr - Eucalyptus gillii Maiden - Eucalyptus gittinsii Brooker & Blaxell - Eucalyptus glaucescens Maiden & Blakely - Eucalyptus glaucina (Blakely) L.A.S.Johnson - Eucalyptus globoidea Blakely - Blauer Eukalyptus (Eucalyptus globulus Labill.) - Eucalyptus glomericassis L.A.S.Johnson & K.D.Hill - Eucalyptus glomerosa Brooker & Hopper - Eucalyptus gomphocephala A.Cunn. ex DC. - Eucalyptus gongylocarpa Blakely - Eucalyptus goniantha Turcz. - Eucalyptus goniocalyx F.Muell. ex Miq. - Eucalyptus goniocarpa L.A.S.Johnson & K.D.Hill - Eucalyptus gracilis F.Muell. - Eucalyptus grandis W.Hill - Eucalyptus granitica L.A.S.Johnson & K.D.Hill, - Eucalyptus gratiae (Brooker) L.A.S.Johnson & K.D.Hill - Eucalyptus gregoriensis N.G.Walsh & Albr. - Eucalyptus gregsoniana L.A.S.Johnson & Blaxell - Eucalyptus griffithsii Maiden - Eucalyptus grisea L.A.S.Johnson & K.D.Hill - Eucalyptus grossa F.Muell. ex Benth. - Eucalyptus grossifolia L.A.S.Johnson & K.D.Hill - Eucalyptus guilfoylei Maiden - Mostgummi-Eukalyptus (Eucalyptus gunnii Hook. f.): Heimisch in Tasmanien. - Eucalyptus gymnoteles L.A.S.Johnson & K.D.Hill - Eucalyptus gypsophila Nicolle - Eucalyptus haemastoma Sm. - Eucalyptus hallii Brooker - Eucalyptus halophila D.J.Carr & S.G.M.Carr - Eucalyptus hawkeri Rule: Sie wurde 2004 erstveröffentlicht. - Eucalyptus hebetifolia Brooker & Hopper - Eucalyptus helenae L.A.S.Johnson & K.D.Hill - Eucalyptus helidonica K.D.Hill - Eucalyptus herbertiana Maiden - Eucalyptus histophylla Brooker & Hopper - Eucalyptus horistes L.A.S.Johnson & K.D.Hill - Eucalyptus houseana W.Fitzg. ex Maiden - Eucalyptus howittiana F.Muell. - Eucalyptus ×hybrida Maiden - Eucalyptus hypolaena L.A.S.Johnson & K.D.Hill - Eucalyptus hypostomatica L.A.S.Johnson & K.D.Hill - Eucalyptus ignorabilis L.A.S.Johnson & K.D.Hill - Eucalyptus imitans L.A.S.Johnson & K.D.Hill - Eucalyptus imlayensis Crisp & Brooker - Eucalyptus impensa Brooker & Hopper - Eucalyptus incerata Brooker & Hopper - Eucalyptus incrassata Labill. - Eucalyptus indurata Brooker & Hopper - Eucalyptus infera A.R.Bean - Eucalyptus infracorticata L.A.S.Johnson & K.D.Hill - Eucalyptus insularis Brooker - Eucalyptus interstans L.A.S.Johnson & K.D.Hill - Eucalyptus intertexta R.T.Baker - Eucalyptus intrasilvatica L.A.S.Johnson & K.D.Hill - Eucalyptus irritans L.A.S.Johnson & K.D.Hill - Eucalyptus jacksonii Maiden - Eucalyptus jensenii Maiden - Eucalyptus jimberlanica L.A.S.Johnson & K.D.Hill - Eucalyptus johnsoniana Brooker & Blaxell - Eucalyptus johnstonii Maiden: Heimisch in Tasmanien. - Eucalyptus × joyceae Blakely - Eucalyptus jucunda C.A.Gardner - Eucalyptus jutsonii Maiden - Eucalyptus kabiana L.A.S.Johnson & K.D.Hill - Eucalyptus × kalangadooensis Maiden & Blakely - Eucalyptus × kalganensis Maiden - Eucalyptus kartzoffiana L.A.S.Johnson & Blaxell - Eucalyptus kenneallyi K.D.Hill & L.A.S.Johnson - Eucalyptus kessellii Maiden & Blakely - Eucalyptus kingsmillii (Maiden) Maiden & Blakely - Eucalyptus × kirtoniana F.Muell. - Eucalyptus kitsoniana Maiden - Eucalyptus kochii Maiden & Blakely - Eucalyptus kondininensis Maiden & Blakely - Eucalyptus koolpinensis Brooker & Dunlop - Eucalyptus kruseana F.Muell. - Eucalyptus kumarlensis Brooker - Eucalyptus kybeanensis Maiden & Cambage - Eucalyptus lacrimans L.A.S.Johnson & K.D.Hill - Eucalyptus laeliae Podger & Chippend. - Eucalyptus laevis L.A.S.Johnson & K.D.Hill - Eucalyptus laevopinea F.Muell. ex R.T.Baker - Eucalyptus lane-poolei Maiden - Eucalyptus langleyi L.A.S.Johnson & Blaxell - Eucalyptus lansdowneana F.Muell. & J.E.Br. - Eucalyptus laophila L.A.S.Johnson & Blaxell - Eucalyptus largeana Blakely & Beuzev. - Eucalyptus largiflorens F.Muell. - Eucalyptus × laseronii R.T.Baker - Eucalyptus latens Brooker - Eucalyptus lateritica Brooker & Hopper - Eucalyptus latisinensis K.D.Hill - Eucalyptus lehmannii (Schauer) Benth. - Eucalyptus leprophloia Brooker & Hopper - Eucalyptus leptocalyx Blakely - Eucalyptus × leptocarpa Blakely - Eucalyptus leptophleba F.Muell. - Eucalyptus leptopoda Benth. - Eucalyptus lesouefii Maiden - Eucalyptus leucophloia Brooker - Weißer Gummi-Eukalyptus (Eucalyptus leucoxylon F.Muell.) - Eucalyptus ligulata Brooker - Eucalyptus ligustrina A.Cunn. ex DC. - Eucalyptus limitaris L.A.S.Johnson & K.D.Hill - Eucalyptus lirata W.Fitzg. ex Maiden - Eucalyptus litoralis Rule: Sie wurde 2004 erstveröffentlicht. - Eucalyptus litorea Brooker & Hopper - Eucalyptus livida Brooker & Hopper - Eucalyptus lockyeri Blaxell & K.D.Hill - Eucalyptus longicornis (F.Muell.) Maiden - Eucalyptus longifolia Link - Eucalyptus longirostrata (Blakely) L.A.S.Johnson & K.D.Hill - Eucalyptus longissima D.Nicolle: Sie wurde 2005 erstveröffentlicht. - Eucalyptus loxophleba Benth. - Eucalyptus lucasii Blakely - Eucalyptus lucens Brooker & Dunlop - Eucalyptus luculenta L.A.S.Johnson & K.D.Hill - Eucalyptus luehmanniana F.Muell. - Eucalyptus luteola Brooker & Hopper - Eucalyptus macarthurii H.Deane & Maiden - Eucalyptus mackintyi Kottek - Eucalyptus macmahonii Rule - Eucalyptus macrandra F.Muell. ex Benth. - Eucalyptus macrocarpa Hook. - Eucalyptus macrorhyncha F.Muell. ex Benth. - Eucalyptus macta L.A.S.Johnson & K.D.Hill - Eucalyptus magnificata L.A.S.Johnson & K.D.Hill - Eucalyptus major (Maiden) Blakely - Eucalyptus malacoxylon Blakely - Eucalyptus mannensis Boomsma - Eucalyptus mannifera Mudie - Eucalyptus marginata Donn ex Sm. - Eucalyptus × marsdenii C.C.Hall - Eucalyptus mckieana Blakely. - Eucalyptus mcquoidii Brooker & Hopper - Eucalyptus medialis Brooker & Hopper - Eucalyptus mediocris L.A.S.Johnson & K.D.Hill - Eucalyptus megacarpa F.Muell. - Eucalyptus megacornuta C.A.Gardner - Eucalyptus megasepala A.R.Bean: Sie wurde 2006 erstveröffentlicht. - Eucalyptus melanoleuca S.T.Blake - Eucalyptus melanophitra Brooker & Hopper - Eucalyptus melanophloia F.Muell. - Eucalyptus melanoxylon Maiden - Eucalyptus melliodora A.Cunn. ex Schauer - Eucalyptus mensalis L.A.S.Johnson & K.D.Hill - Eucalyptus merrickiae Maiden & Blakely - Eucalyptus michaeliana Blakely - Eucalyptus micranthera F.Muell. ex Benth. - Eucalyptus microcarpa (Maiden) Maiden - Eucalyptus microcodon L.A.S.Johnson & K.D.Hill - Eucalyptus microcorys F.Muell. - Eucalyptus microneura Maiden & Blakely - Eucalyptus microschema Brooker & Hopper - Eucalyptus microtheca F.Muell. - Eucalyptus mimica Brooker & Hopper - Eucalyptus miniata A.Cunn. ex Schauer - Eucalyptus minniritchi D.Nicolle - Eucalyptus misella L.A.S.Johnson & K.D.Hill - Eucalyptus × missilis Brooker & Hopper - Eucalyptus mitchelliana Cambage - Eucalyptus moderata L.A.S.Johnson & K.D.Hill - Eucalyptus moluccana Wall. ex Roxb. - Eucalyptus molyneuxii Rule - Eucalyptus × montana (H.Deane & Maiden) Blakely - Eucalyptus montivaga A.R.Bean - Eucalyptus mooreana Maiden - Eucalyptus moorei Maiden & Cambage - Eucalyptus morrisbyi Brett - Eucalyptus morrisii R.T.Baker - Eucalyptus muelleriana Howitt - Eucalyptus multicaulis Blakely - Eucalyptus × mundijongensis Maiden. - Eucalyptus × murphyi Maiden & Blakely - Eucalyptus myriadena Brooker - Eucalyptus nandewarica L.A.S.Johnson & K.D.Hill - Eucalyptus naudiniana F.Muell. - Eucalyptus neglecta Maiden - Eucalyptus × nepeanensis R.T.Baker & H.G.Sm. - Eucalyptus neutra D.Nicolle - Eucalyptus newbeyi D.J.Carr & S.G.M.Carr - Eucalyptus nicholii Maiden & Blakely - Eucalyptus nigra F.Muell. ex R.T.Baker - Eucalyptus nigrifunda Brooker & Hopper - Eucalyptus nitens (H.Deane & Maiden) Maiden - Eucalyptus nitida Hook. f. - Eucalyptus nobilis L.A.S.Johnson & K.D.Hill - Eucalyptus normantonensis Maiden & Cambage - Eucalyptus nortonii (Blakely) L.A.S.Johnson - Eucalyptus notabilis Maiden - Eucalyptus nova-anglica H.Deane & Maiden - Eucalyptus nudicaulis A.R.Bean - Eucalyptus nutans F.Muell. - Eucalyptus obconica Brooker & Kleinig - Eucalyptus obesa Brooker & Hopper - Eucalyptus obliqua L'Hér. - Eucalyptus oblonga A.Cunn. ex DC. - Eucalyptus obstans L.A.S.Johnson & K.D.Hill - Eucalyptus obtusiflora A.Cunn. ex DC. - Eucalyptus occidentalis Endl. - Eucalyptus ochrophloia F.Muell. - Eucalyptus odontocarpa F.Muell. - Eucalyptus odorata Behr - Eucalyptus oldfieldii F.Muell. - Eucalyptus oleosa F.Muell. ex Miq. - Eucalyptus olida L.A.S.Johnson & K.D.Hill - Eucalyptus oligantha Schauer - Eucalyptus olivina Brooker & Hopper - Eucalyptus olsenii L.A.S.Johnson & Blaxell - Eucalyptus ophitica L.A.S.Johnson & K.D.Hill - Eucalyptus optima L.A.S.Johnson & K.D.Hill - Eucalyptus oraria L.A.S.Johnson (Syn.: Eucalyptus baudiniana D.J.Carr & S.G.M.Carr, Eucalyptus tamala D.J.Carr & S.G.M.Carr) - Eucalyptus orbifolia F.Muell. - Eucalyptus ordiana Dunlop & Done - Eucalyptus oreades F.Muell. ex R.T.Baker - Eucalyptus oresbia J.T.Hunter & J.J.Bruhl - Eucalyptus orgadophila Maiden & Blakely - Eucalyptus ornata Crisp - Eucalyptus orophila L.D.Pryor - Eucalyptus orthostemon D.Nicolle & Brooker - Eucalyptus ovata Labill. - Eucalyptus × oviformis Maiden & Blakely - Eucalyptus ovularis Maiden & Blakely - Eucalyptus oxymitra Blakely - Eucalyptus × oxypoma Blakely - Eucalyptus pachycalyx Maiden & Blakely - Eucalyptus pachyloma Benth. - Eucalyptus pachyphylla F.Muell. - Eucalyptus paedoglauca L.A.S.Johnson & Blaxell - Eucalyptus paliformis L.A.S.Johnson & Blaxell - Eucalyptus pallida L.A.S.Johnson & K.D.Hill - Eucalyptus paludicola Nicolle - Eucalyptus panda S.T.Blake - Eucalyptus paniculata Sm. - Eucalyptus pantoleuca L.A.S.Johnson & K.D.Hill - Eucalyptus paralimnetica L.A.S.Johnson & K.D.Hill - Eucalyptus parramattensis C.C.Hall - Eucalyptus parvula L.A.S.Johnson & K.D.Hill - Eucalyptus patellaris F.Muell. - Eucalyptus patens Benth. - Schnee-Eukalyptus (Eucalyptus pauciflora Sieber ex Spreng.) - Eucalyptus × peacockeana Maiden - Eucalyptus pellita F.Muell. - Eucalyptus pendens Brooker - Eucalyptus peninsularis D.Nicolle - Eucalyptus × penrithensis Maiden - Eucalyptus perangusta Brooker - Eucalyptus percostata Brooker & P.J.Lang - Eucalyptus perriniana F.Muell. ex Rodway - Eucalyptus persistens L.A.S.Johnson & K.D.Hill - Eucalyptus petraea D.J.Carr & S.G.M.Carr - Eucalyptus petrensis Brooker & Hopper. - Eucalyptus × petrophila Blakely - Eucalyptus phaenophylla Brooker & Hopper - Eucalyptus phenax Brooker & Slee - Eucalyptus phoenicea F.Muell. - Eucalyptus phylacis L.A.S.Johnson & K.D.Hill - Eucalyptus pilbarensis Brooker & Edgecombe - Eucalyptus pileata Blakely - Eucalyptus pilligaensis Maiden - Eucalyptus pilularis Sm. - Eucalyptus pimpiniana Maiden - Eucalyptus piperita Sm. - Eucalyptus placita L.A.S.Johnson & K.D.Hill - Eucalyptus planchoniana F.Muell. - Eucalyptus planipes L.A.S.Johnson & K.D.Hill - Eucalyptus platycorys Maiden & Blakely - Eucalyptus platydisca D.Nicolle & Brooker: Sie wurde 2006 erstbeschrieben. - Eucalyptus platyphylla F.Muell. - Eucalyptus platypus Hook.f. - Eucalyptus plenissima (C.A.Gardner) Brooker - Eucalyptus pleurocorys L.A.S.Johnson & K.D.Hill - Eucalyptus pluricaulis Brooker & Hopper - Eucalyptus polita Brooker & Hopper - Eucalyptus polyanthemos Schauer - Eucalyptus polybractea F.Muell. ex R.T.Baker - Eucalyptus populnea F.Muell. - Eucalyptus porosa Miq. - Eucalyptus portuensis K.D.Hill - Eucalyptus praetermissa Brooker & Hopper - Eucalyptus prava L.A.S.Johnson & K.D.Hill - Eucalyptus preissiana Schauer - Eucalyptus prolixa D.Nicolle - Eucalyptus prominens Brooker - Eucalyptus prominula L.A.S.Johnson & K.D.Hill - Eucalyptus propinqua H.Deane & Maiden - Eucalyptus protensa L.A.S.Johnson & K.D.Hill - Eucalyptus provecta A.R.Bean - Eucalyptus proxima D.Nicolle & Brooker: Sie wurde 2005 erstbeschrieben. - Eucalyptus pruiniramis L.A.S.Johnson & K.D.Hill - Eucalyptus pruinosa Schauer - Eucalyptus psammitica L.A.S.Johnson & K.D.Hill - Eucalyptus × pseudopiperita Maiden & Blakely - Eucalyptus pterocarpa C.A.Gardner ex P.J.Lang - Eucalyptus pulchella Desf. - Eucalyptus pulverulenta Sims - Eucalyptus pumila Cambage - Eucalyptus punctata A.Cunn. ex DC. - Eucalyptus purpurata D.Nicolle - Eucalyptus × pygmaea Blakely - Eucalyptus pyrenea Rule: Sie wurde 2004 erstbeschrieben. - Eucalyptus pyriformis Turcz. - Eucalyptus pyrocarpa L.A.S.Johnson & Blaxell - Eucalyptus quadrangulata H.Deane & Maiden - Eucalyptus quadrans Brooker & Hopper - Eucalyptus quadricostata Brooker - Eucalyptus quaerenda (L.A.S.Johnson & K.D.Hill) Byrne: Sie wurde 2004 erstbeschrieben. - Eucalyptus quinniorum J.T.Hunter & J.J.Bruhl - Eucalyptus racemosa Cav. - Pfefferminz-Eukalyptus (Eucalyptus radiata A.Cunn. ex DC.) - Eucalyptus ralla L.A.S.Johnson & K.D.Hill - Eucalyptus rameliana F.Muell. - Eucalyptus × rariflora F.M.Bailey - Eucalyptus raveretiana F.Muell. - Eucalyptus ravida L.A.S.Johnson & K.D.Hill - Eucalyptus recta L.A.S.Johnson & K.D.Hill - Eucalyptus recurva Crisp - Eucalyptus redimiculifera L.A.S.Johnson & K.D.Hill - Eucalyptus reducta L.A.S.Johnson & K.D.Hill - Eucalyptus redunca Schauer - Riesen-Eukalyptus (Eucalyptus regnans F.Muell.) - Eucalyptus relicta Hopper & Ward.-Johnson: Sie wurde 2004 erstbeschrieben. - Eucalyptus remota Blakely - Eucalyptus repullulans Nicolle - Eucalyptus resinifera Sm. - Eucalyptus retinens L.A.S.Johnson & K.D.Hill - Eucalyptus rhodantha Blakely & H.Steedman - Eucalyptus rhombica A.R.Bean & Brooker - Eucalyptus rigens Brooker & Hopper - Eucalyptus × rigescens Blakely - Eucalyptus rigidula Cambage & Blakely - Eucalyptus risdonii Hook. f. - Eucalyptus × rivularis Blakely - Eucalyptus robertsonii Blakely - Eucalyptus × robsonae Blakely & McKie - Eucalyptus robusta Sm. - Eucalyptus rodwayi R.T.Baker & H.G.Sm. - Eucalyptus rosacea L.A.S.Johnson & K.D.Hill - Eucalyptus roycei S.G.M.Carr, D.J.Carr & A.S.George - Eucalyptus rubida H.Deane & Maiden - Eucalyptus rubiginosa Brooker - Eucalyptus rudderi Maiden - Eucalyptus rudis Endl. - Eucalyptus rugosa R.Br. ex Blakely - Eucalyptus rugulata D.Nicolle - Eucalyptus rummeryi Maiden - Eucalyptus rupestris Brooker & Done - Eucalyptus sabulosa Rule - Eucalyptus salicola Brooker - Eucalyptus saligna Sm. - Eucalyptus salmonophloia F.Muell. - Eucalyptus salubris F.Muell. - Eucalyptus sarassa Blume - Eucalyptus sargentii Maiden - Eucalyptus saxatilis J.B.Kirkp. & Brooker - Eucalyptus saxicola J.T.Hunter - Eucalyptus schlechteri Diels - Eucalyptus scias L.A.S.Johnson & K.D.Hill - Eucalyptus scoparia Maiden - Eucalyptus scopulorum K.D.Hill - Eucalyptus scyphocalyx (Benth.) Maiden & Blakely - Eucalyptus seeana Maiden - Eucalyptus selachiana L.A.S.Johnson & K.D.Hill - Eucalyptus semiglobosa (Brooker) L.A.S.Johnson & K.D.Hill - Eucalyptus semota Macph. & Grayling - Eucalyptus sepulcralis F.Muell. - Eucalyptus serpentinicola L.A.S.Johnson & Blaxell - Eucalyptus serraensis Ladiges & Whiffin - Eucalyptus sessilis (Maiden) Blakely - Eucalyptus sheathiana Maiden - Eucalyptus shirleyi Maiden - Eucalyptus sicilifolia L.A.S.Johnson & K.D.Hill - Eucalyptus siderophloia Benth. - Mugga-Eukalyptus (Eucalyptus sideroxylon A.Cunn. ex Woolls) - Eucalyptus sieberi L.A.S.Johnson - Eucalyptus silvestris Rule - Eucalyptus similis Maiden - Eucalyptus singularis L.A.S.Johnson & D.F.Blaxell - Eucalyptus smithii F.Muell. ex R.T.Baker - Eucalyptus socialis F.Muell. ex Miq. - Eucalyptus sparsa Boomsma - Eucalyptus sparsicoma Brooker & Hopper - Eucalyptus spathulata Hook. - Eucalyptus spectatrix L.A.S.Johnson & Blaxell - Eucalyptus sphaerocarpa L.A.S.Johnson & Blaxell - Eucalyptus splendens Rule - Eucalyptus sporadica Brooker & Hopper - Eucalyptus spreta L.A.S.Johnson & K.D.Hill - Eucalyptus squamosa H.Deane & Maiden - Eucalyptus staeri (Maiden) Maiden ex Kessell & C.A.Gardner - Eucalyptus staigeriana F.Muell. ex F.M.Bailey - Eucalyptus stannicola L.A.S.Johnson & K.D.Hill - Eucalyptus steedmanii C.A.Gardner - Eucalyptus × stellaris Blakely - Eucalyptus stellulata Sieber ex DC. - Eucalyptus stenostome L.A.S.Johnson & Blaxell - Eucalyptus × stoataptera E.M.Benn. - Eucalyptus stoatei C.A.Gardner - Eucalyptus × stopfordii Maiden - Eucalyptus stowardii Maiden - Eucalyptus striaticalyx W.Fitzg. - Eucalyptus stricklandii Maiden - Eucalyptus stricta Sieber ex Spreng. - Eucalyptus strzeleckii Rule - Eucalyptus × studleyensis Maiden - Eucalyptus sturgissiana L.A.S.Johnson & Blaxell - Eucalyptus subangusta (Blakely) Brooker & Hopper - Eucalyptus subcaerulea K.D.Hill - Eucalyptus subcrenulata Maiden & Blakely - Eucalyptus suberea Brooker & Hopper - Eucalyptus sublucida L.A.S.Johnson & K.D.Hill - Eucalyptus subtilior L.A.S.Johnson & K.D.Hill - Eucalyptus subtilis Brooker & Hopper - Eucalyptus × subviridis Maiden & Blakely - Eucalyptus suffulgens L.A.S.Johnson & K.D.Hill - Eucalyptus suggrandis L.A.S.Johnson & K.D.Hill - Eucalyptus surgens Brooker & Hopper - Eucalyptus synandra Crisp - Eucalyptus × taeniola R.T.Baker & H.G.Sm. - Eucalyptus talyuberlup D.J.Carr & S.G.M.Carr - Eucalyptus tardecidens (L.A.S.Johnson & K.D.Hill) A.R.Bean - Eucalyptus taurina A.R.Bean & Brooker - Eucalyptus × taylorii Maiden - Eucalyptus tectifica F.Muell. - Eucalyptus tenella L.A.S.Johnson & K.D.Hill - Eucalyptus tenera L.A.S.Johnson & K.D.Hill - Eucalyptus tenuipes (Maiden & Blakely) Blakely & C.T.White - Eucalyptus tenuiramis Miq. - Eucalyptus tenuis Brooker & Hopper - Eucalyptus tephroclada L.A.S.Johnson & K.D.Hill - Eucalyptus tephrodes L.A.S.Johnson & K.D.Hill - Eucalyptus × tephrophloia Blakely - Eucalyptus terebra L.A.S.Johnson & K.D.Hill - Eucalyptus tereticornis Sm. - Eucalyptus terrica A.R.Bean - Eucalyptus tetragona (R.Br.) F.Muell. - Eucalyptus tetrapleura L.A.S.Johnson - Eucalyptus tetraptera Turcz. - Eucalyptus tetrodonta F.Muell. - Eucalyptus thamnoides Brooker & Hopper - Eucalyptus tholiformis A.R.Bean & Brooker - Eucalyptus thozetiana F.Muell. ex R.T.Baker - Eucalyptus tindaliae Blakely - Eucalyptus × tinghaensis Blakely & McKie - Eucalyptus tintinnans (Blakely & Jacobs) L.A.S.Johnson & K.D.Hill - Eucalyptus todtiana F.Muell. - Eucalyptus torquata Luehm. - Eucalyptus tortilis L.A.S.Johnson & K.D.Hill - Eucalyptus trachybasis L.A.S.Johnson & K.D.Hill - Eucalyptus transcontinentalis Maiden - Eucalyptus tricarpa (L.A.S.Johnson) L.A.S.Johnson & K.D.Hill - Eucalyptus triflora (Maiden) Blakely - Eucalyptus trivalvis Blakely - Eucalyptus tumida Brooker & Hopper - Eucalyptus ultima L.A.S.Johnson & K.D.Hill - Eucalyptus umbra F.Muell. ex R.T.Baker - Eucalyptus umbrawarrensis Maiden - Eucalyptus uncinata Turcz. - Eucalyptus × unialata R.T.Baker & H.G.Sm. - Eucalyptus urna D.Nicolle - Eucalyptus urnigera Hook. f. - Eucalyptus urophylla S.T.Blake - Eucalyptus utilis Brooker & Hopper - Eucalyptus uvida K.D.Hill - Eucalyptus valens L.A.S.Johnson & K.D.Hill - Eucalyptus varia Brooker & Hopper - Eucalyptus vegrandis L.A.S.Johnson & K.D.Hill - Eucalyptus vernicosa Hook. f. - Eucalyptus verrucata Ladiges & Whiffin - Eucalyptus versicolor Blume - Eucalyptus vesiculosa Brooker & Hopper - Eucalyptus vicina L.A.S.Johnson & K.D.Hill - Eucalyptus victoriana Ladiges & Whiffin - Eucalyptus victrix L.A.S.Johnson & K.D.Hill - Rutenförmiger Eukalyptus (Eucalyptus viminalis Labill.) - Eucalyptus virens Brooker & A.R.Bean - Eucalyptus × virgata Sieber ex DC. - Eucalyptus virginea Hopper & Ward.-Johnson - Eucalyptus viridis F.Muell. ex R.T.Baker - Eucalyptus × vitrea F.Muell. ex R.T.Baker - Eucalyptus vokesensis D.Nicolle & L.A.S.Johnson & K.D.Hill - Eucalyptus volcanica L.A.S.Johnson & K.D.Hill - Eucalyptus walshii Rule - Eucalyptus wandoo Blakely - Eucalyptus × wardii Blakely - Eucalyptus websteriana Maiden - Eucalyptus × westonii Maiden & Blakely - Eucalyptus wetarensis L.D.Pryor - Eucalyptus whitei Maiden & Blakely - Eucalyptus wilcoxii Boland & Kleinig - Eucalyptus williamsiana L.A.S.Johnson & K.D.Hill - Eucalyptus willisii Ladiges - Eucalyptus woodwardii Maiden - Eucalyptus wubinensis L.A.S.Johnson & K.D.Hill - Eucalyptus wyolensis Boomsma - Eucalyptus xanthoclada Brooker & A.R.Bean - Eucalyptus xanthonema Turcz. - Eucalyptus xerothermica L.A.S.Johnson & K.D.Hill - Eucalyptus × yagobiei Maiden - Eucalyptus yalatensis Boomsma - Eucalyptus yarraensis Maiden & Cambage - Eucalyptus yilgarnensis (Maiden) Brooker - Eucalyptus youmanii Blakely & McKie - Eucalyptus youngiana F.Muell. - Eucalyptus yumbarrana Boomsma - Eucalyptus zopherophloia Brooker & Hopper |